# El Borge
El Borge är en ort och kommun i provinsen Málaga i den autonoma regionen Andalusien i södra Spanien. Orten ligger cirka 19,5 kilometer nordost om Málaga. Kommunen har 941 invånare (2024), på en yta av 24,39 km².